# Diana Teodora Veres
Diana Teodora Veres (ur. 27 listopada 2001) – rumuńska siatkarka, grająca na pozycji libero, reprezentantka Rumunii.

## Sukcesy klubowe
Mistrzostwo Rumunii:
- 2024[5], 2025[6]
- 2022

Puchar Rumunii:
- 2025[7]

Puchar CEV:
- 2025[8]

## Sukcesy reprezentacyjne
Złota Liga Europejska:
- 2025[9]